# Rana maoershanensis
Rana maoershanensis – gatunek płaza bezogonowego z rodziny żabowatych (Ranidae). Płaz odkryty i opisany w 2007 roku. Holotyp SYNU 06020120 został znaleziony w rezerwacie Maoershan w regionie autonomicznym Kuangsi w południowych Chinach na wysokości 1980 m n.p.m. Yan i współpracownicy (2011) uznali ten takson za młodszy synonim gatunku Rana hanluica, jednak w późniejszych publikacjach potwierdzono jego status jako odrębnego gatunku.